# Katerina Volodimirivna Bondarenko
Katerina Volodimirivna Bondarenko (ukránul: Катерина Володимирівна Бондаренко;), férje utáni neve Katerina Volodko (Krivij Rih, 1986. augusztus 8. –) ukrán teniszezőnő, női párosban Grand Slam-tornagyőztes, egyéniben junior Grand Slam-tornagyőztes, olimpikon.
2000-ben kezdte profi pályafutását, eddigi karrierje során két egyéni és négy páros WTA-tornát nyert meg, ezen kívül hat egyéni és öt páros ITF-tornán végzett az első helyen. Legjobb egyéni világranglista-helyezése 29. volt, ezt 2009. október 12-én érte el, párosban 2008. október 20-án a 9. helyre került. A Grand Slam-tornákat tekintve juniorként megnyerte a 2004-es wimbledoni teniszbajnokság lány versenyét. A felnőtt mezőnyben a legjobb eredményét 2008-ban párosban érte el, amikor megnyerte az Australian Open női páros versenyét nővérével, Aljonával. Egyéniben a legjobb eredménye a 2009-es US Openen elért negyeddöntő.
Ukrajna képviseletében részt vett a 2008-as pekingi olimpia női egyes és női páros versenyén, valamint egyéniben indult a 2012-es londoni olimpián. A 2008-as pekingi olimpián testvérével Aljona Bondarenkóval az elődöntőig jutottak, ahol a későbbi győztes Serena Williams–Venus Williams párostól szenvedtek vereséget, majd a bronzmérkőzésen alulmaradtak a kínai Jen Ce–Cseng Csie párossal szemben. 2005–2018 között 34 mérkőzést játszott Ukrajna Fed-kupa-csapatának tagjaként 23–11-es eredménnyel.

## Junior Grand Slam döntői

### Egyéni

#### Győzelmek (1)
| Év   | Bajnokság | Borítás | Ellenfél     | Eredmény         |
| ---- | --------- | ------- | ------------ | ---------------- |
| 2004 | Wimbledon | Fű      | Ana Ivanović | 6–4, 6–7(2), 6–3 |

## Grand Slam-döntői

### Páros

#### Győzelmei (1)
| Év   | Helyszín        | Partner           | Ellenfelei a döntőben         | Eredmény a döntőben |
| 2008 | Australian Open | Aljona Bondarenko | Viktorija Azaranka Sahar Peér | 2–6, 6–1, 6–4       |

## WTA-döntői

### Egyéni

#### Győzelmei (2)
| Összesítés           |                        |
| Grand Slam-torna (0) |                        |
| Tier I (0)           | Premier Mandatory* (0) |
| Tier II (0)          | Premier Five* (0)      |
| Tier III (0)         | Premier* (2)           |
| Tier IV (0)          | International* (0)     |
| Tier V (0)           | Challenger* (0)        |

* 2009-től megváltozott a tornák rendszere. Challenger tornákat 2012-től rendeznek.
 Az egymás mellett azonos színnel jelölt tornatípusok között nincs teljes mértékű megfelelés.
| No. | Dátum                | Helyszín                | Borítás | Ellenfél a döntőben | Eredmény a döntőben | Eredmény a döntőben |
| 1.  | 2008. június 15.     | DFS Classic, Birmingham | Fű      | Yanina Wickmayer    | 7–6(7), 3–6, 7–6(4) |                     |
| 2.  | 2017. szeptember 30. | Tashkent Open, Taskent  | Kemény  | Babos Tímea         | 6–4, 6–4            |                     |

### Páros

#### Győzelmei (4)
| Összesítés           |                        |
| Grand Slam-torna (1) |                        |
| Tier I (0)           | Premier Mandatory* (0) |
| Tier II (1)          | Premier Five* (0)      |
| Tier III (0)         | Premier* (0)           |
| Tier IV (0)          | International* (2)     |
| Tier V (0)           | Challenger* (0)        |

* 2009-től megváltozott a tornák rendszere.
 Az egymás mellett azonos színnel jelölt tornatípusok között nincs teljes mértékű megfelelés.
|    | Dátum             | Torna                                     | Borítás    | Partner           | Ellenfelek a döntőben                     | Eredmény a döntőben | Eredmény a döntőben |
| 1. | 2008. január 26.  | Australian Open, Melbourne, Ausztrália    | Kemény     | Aljona Bondarenko | Viktorija Azaranka Sahar Peér             | 2–6, 6–1, 6–4       | részletek           |
| 2. | 2008. február 10. | Open Gaz de France, Párizs, Franciaország | Kemény (f) | Aljona Bondarenko | Vladimíra Uhlířová Eva Hrdinová           | 6–1, 6–4            |                     |
| 3. | 2009. július 13.  | ECM Prague Open, Prága, Csehország        | Salak      | Aljona Bondarenko | Iveta Benešová Barbora Záhlavová-Strýcová | 6–1, 6–2            |                     |
| 4. | 2020. március 8.  | Monterrey Open, Monterrey, Mexikó         | Kemény     | Sharon Fichman    | Kato Miju Vang Ja-fan                     | 4–6, 6–3, [10–7]    |                     |

#### Elveszített döntői (7)
|    | Dátum               | Torna                                             | Borítás | Partner           | Ellenfelek a döntőben              | Eredmény a döntőben | Eredmény a döntőben |
| 1. | 2009. január 16.    | Moorilla Hobart International, Hobart, Ausztrália | Kemény  | Aljona Bondarenko | Gisela Dulko Flavia Pennetta       | 2–6, 6–7(4)         |                     |
| 2. | 2009. július 6.     | GDF Suez Grand Prix, Budapest, Magyarország       | Salak   | Aljona Bondarenko | Alisza Klejbanova Monica Niculescu | 4–6, 6–7(5)         |                     |
| 3. | 2011. január 15.    | Moorilla Hobart International, Hobart, Ausztrália | Kemény  | Līga Dekmeijere   | Sara Errani Roberta Vinci          | 3–6, 5–7            |                     |
| 4. | 2015. május 1.      | Sparta Prague Open, Prága, Csehország             | Salak   | Eva Hrdinová      | Belinda Bencic Kateřina Siniaková  | 2–6, 2–6            |                     |
| 5. | 2016. augusztus 27. | Connecticut Open, New Haven, Egyesült Államok     | Kemény  | Csuang Csia-zsung | Szánija Mirza Monica Niculescu     | 5–7, 4–6            |                     |
| 6. | 2020. február 29.   | Abierto Mexicano Telcel, Acapulco, Mexikó         | Kemény  | Sharon Fichman    | Desirae Krawczyk Giuliana Olmos    | 3–6, 6–7(5)         |                     |
| 7. | 2021. július 25.    | WTA Poland Open, Gdynia, Lengyelország            | Salak   | Katarzyna Piter   | Anna Danilina Lidzija Marozava     | 3–6, 2–6            |                     |

## WTA 125K-döntői

### Egyéni

#### Elveszített döntői (1)
| No. | Dátum            | Helyszín                                              | Borítás | Ellenfél a döntőben | Eredmény a döntőben | Eredmény a döntőben |
| 1.  | 2018. március 4. | Oracle Challenger Series – Indian Wells, Indian Wells | Kemény  | Sara Errani         | 4–6, 2–6            |                     |

## Eredményei Grand Slam-tornákon

### Egyéni
| Grand Slam | Australian Open | Australian Open      | Roland Garros  | Roland Garros       | Wimbledon      | Wimbledon         | US Open        | US Open              |
| Év         | Eredmény        | Utolsó ellenfél      | Eredmény       | Utolsó ellenfél     | Eredmény       | Utolsó ellenfél   | Eredmény       | Utolsó ellenfél      |
| 2005       | –               | –                    | –              | –                   | 1. kör         | Conchita Martínez | Selejtező      | Selejtező            |
| 2006       | Selejtező       | Selejtező            | –              | –                   | 2. kör         | Nicole Vaidišová  | Selejtező      | Selejtező            |
| 2007       | Selejtező       | Selejtező            | 2. kör         | Patty Schnyder      | 1. kör         | Gyinara Szafina   | 2. kör         | Gyinara Szafina      |
| 2008       | 1. kör          | Aravane Rezaï        | 1. kör         | Gyinara Szafina     | 2. kör         | Sz Kuznyecova     | 1. kör         | Serena Williams      |
| 2009       | 3. kör          | Cseng Csie           | 3. kör         | Agnieszka Radwańska | 2. kör         | Venus Williams    | Negyeddöntő    | Yanina Wickmayer     |
| 2010       | 2. kör          | Elena Baltacha       | 2. kör         | Aleksandra Wozniak  | 1. kör         | Arn Gréta         | 2. kör         | Dominika Cibulková   |
| 2011       | 1. kör          | Peng Suaj            | 1. kör         | Rebecca Marino      | 3. kör         | Nagyja Petrova    | 2. kör         | Vera Zvonarjova      |
| 2012       | 1. kör          | Vania King           | 1. kör         | Csan Jung-zsan      | 2. kör         | Ana Ivanović      | 1. kör         | Jelena Janković      |
| 2013       | –               | –                    | –              | –                   | –              | –                 | –              | –                    |
| 2014       | –               | –                    | Selejtező      | Selejtező           | –              | –                 | –              | –                    |
| 2015       | Selejtező       | Selejtező            | Selejtező      | Selejtező           | Selejtező      | Selejtező         | 2. kör         | Simona Halep         |
| 2016       | 3. kör          | Belinda Bencic       | 2. kör         | Annika Beck         | 1. kör         | Coco Vandeweghe   | 3. kör         | Anastasija Sevastova |
| 2017       | 1. kör          | Caroline Garcia      | 1. kör         | Petra Martić        | 1. kör         | Yanina Wickmayer  | Selejtező (Q2) | Selejtező (Q2)       |
| 2018       | 3. kör          | Magdaléna Rybáriková | 1. kör         | Donna Vekić         | 1. kör         | Lucie Šafářová    | 1. kör         | Vera Lapko           |
| 2019       | –               | –                    | –              | –                   | –              | –                 | –              | –                    |
| 2020       | 1. kör          | Arina Rodionova      | –              | –                   | elmaradt       | elmaradt          | 2. kör         | Petra Martić         |
| 2021       | –               | –                    | Selejtező (Q1) | Selejtező (Q1)      | Selejtező (Q2) | Selejtező (Q2)    | –              | –                    |
| 2022       | Selejtező (Q2)  | Selejtező (Q2)       |                |                     |                |                   |                |                      |

### Páros
| Grand Slam | Australian Open            | Australian Open                           | Roland Garros                 | Roland Garros                       | Wimbledon                | Wimbledon                        | US Open                  | US Open                               |
| Év         | Eredmény Partner           | Utolsó ellenfél                           | Eredmény Partner              | Utolsó ellenfél                     | Eredmény Partner         | Utolsó ellenfél                  | Eredmény Partner         | Utolsó ellenfél                       |
| 2006       | –                          | –                                         | –                             | –                                   | 1. kör Aljona Bondarenko | Liezel Huber Martina Navratilova | 2. kör Aljona Bondarenko | Květa Peschke Francesca Schiavone     |
| 2007       | 2. kör Aljona Bondarenko   | A-L Grönefeld M Shaughnessy               | 2. kör Aljona Bondarenko      | Janette Husárová M Shaughnessy      | 2. kör Aljona Bondarenko | Alicia Molik Mara Santangelo     | 2. kör Aljona Bondarenko | Csan Jung-zsan Csuang Csia-zsung      |
| 2008       | Győzelem Aljona Bondarenko | V Azaranka Sahar Peér                     | Elődöntő Aljona Bondarenko    | Casey Dellacqua F Schiavone         | –                        | –                                | 3. kör Aljona Bondarenko | Lisa Raymond Samantha Stosur          |
| 2009       | 1. kör Aljona Bondarenko   | Gisela Dulko Roberta Vinci                | 2. kör Aljona Bondarenko      | B Mattek-Sands Nagyja Petrova       | 1. kör Aljona Bondarenko | Jocelyn Rae Melanie South        | 1. kör Aljona Bondarenko | V Azaranka Vera Zvonarjova            |
| 2010       | 1. kör Aljona Bondarenko   | Gisela Dulko Flavia Pennetta              | Negyeddöntő Aljona Bondarenko | Květa Peschke Katarina Srebotnik    | 1. kör Aljona Bondarenko | Monica Niculescu Sahar Peér      | 2. kör Aljona Bondarenko | Liezel Huber Nagyja Petrova           |
| 2011       | 1. kör Gyinara Szafina     | Iveta Benešová Barbora Záhlavová-Strýcová | 1. kör Aljona Bondarenko      | Liezel Huber Lisa Raymond           | –                        | –                                | 2. kör Aljona Bondarenko | Květa Peschke Katarina Srebotnik      |
| 2012       | 1. kör Jelena Dokić        | Andreja Klepač Alicja Rosolska            | 2. kör A Amanmuradova         | M Kirilenko Nagyja Petrova          | 1. kör A Amanmuradova    | Kristina Barrois V Gyacsenko     | 1. kör Cvetana Pironkova | Darija Jurak Marosi Katalin           |
| 2013       | –                          | –                                         | –                             | –                                   | –                        | –                                | –                        | –                                     |
| 2014       | –                          | –                                         | –                             | –                                   | –                        | –                                | –                        | –                                     |
| 2015       | –                          | –                                         | –                             | –                                   | –                        | –                                | –                        | –                                     |
| 2016       | 2. kör Olha Szavcsuk       | Csan Hao-csing Csan Jung-zsan             | 1. kör Olha Szavcsuk          | Csan Hao-csing Csan Jung-zsan       | 1. kör Olha Szavcsuk     | Alizé Cornet Xenia Knoll         | 1. kör Csuang Csia-zsung | Naomi Broady Shelby Rogers            |
| 2017       | 1. kör Jeļena Ostapenko    | Viktorija Golubic Kristýna Plíšková       | 1. kör Leszja Curenko         | Viktorija Golubic Kristýna Plíšková | 2. kör Aleksandra Krunić | Catherine Bellis M Vondroušová   | 1. kör Liang Csen        | Hibino Nao Alicja Rosolska            |
| 2018       | 2. kör Aleksandra Krunić   | Viktorija Golubic Nina Stojanović         | 2. kör Aleksandra Krunić      | Jennifer Brady Vania King           | 1. kör Aleksandra Krunić | Harriet Dart Katy Dunne          | 1. kör Aleksandra Krunić | Barbora Krejčíková Kateřina Siniaková |
| 2019       | –                          | –                                         | –                             | –                                   | –                        | –                                | –                        | –                                     |
| 2020       | 1. kör Aleksandra Krunić   | Darija Jurak Nina Stojanović              | 1. kör Sharon Fichman         | Kirsten Flipkens A Pavljucsenkova   | elmaradt                 | elmaradt                         | –                        | –                                     |
| 2021       | 2. kör Nagyija Kicsenok    | Laura Siegemund Vera Zvonarjova           | –                             | –                                   | –                        | –                                | 1. kör Ankita Raina      | Darija Jurak Andreja Klepač           |

## Év végi világranglista-helyezései
| Év     | 2001 | 2002 | 2003 | 2004 | 2005 | 2006 | 2007 | 2008 | 2009 | 2010 | 2011 | 2012 | 2013 | 2014 | 2015 | 2016 | 2017 | 2018 | 2019  | 2020 | 2021 | 2022 |
| Egyéni | 827. | 813. | 354. | 333. | 125. | 118. | 44.  | 63.  | 32.  | 113. | 81.  | 132. | −    | 204. | 88.  | 72.  | 93.  | 132. | −     | 284. | 205. | 312. |
| Páros' | 512. | 873. | 566. | 264. | 128. | 64.  | 51.  | 10.  | 41.  | 105. | 159. | 150. | −    | 162. | 74.  | 55.  | 87.  | 81.  | 1130. | 117. | 89.  | 172. |